# Occupazione della facoltà di sociologia di Trento
L'occupazione della facoltà di sociologia di Trento fu un evento che interessò a più riprese l'Università degli Studi di Trento tra il 1966 e il 1968. La prima occupazione del 24 gennaio 1966 fu il primo evento della contestazione studentesca e del Sessantotto italiano.

## Contesto storico
La provincia di Trento negli anni Sessanta era un territorio periferico, caratterizzato da un'economia prevalentemente agricola e da un forte fenomeno migratorio. L'arretratezza si rifletteva in una forte influenza della Chiesa e dalla diffusa presenza della Democrazia Cristiana a livello politico e culturale, mentre erano estremamente ridotti gli elementi di cultura socialista, comunista e sindacale. In questo contesto il presidente della Provincia, il democristiano doroteo Bruno Kessler, decise di portare avanti la creazione della facoltà di sociologia all'Università degli Studi di Trento. Superate le resistenze dell'ala destra del partito il 31 luglio 1962 aprì la facoltà di sociologia, la prima e al tempo unica di questo tipo in Italia. 
A livello studentesco la rappresentanza venne garantita dall'Organismo rappresentativo universitario trentino, versione locale dell'Unione nazionale universitaria rappresentativa italiana, che essendo dominata da una forte componente del Partito Socialista Italiano di Unità Proletaria (PSIUP) guidata da Mauro Rostagno, avviò già a partire dal 1965 la collaborazione con gli operai trentini.

## Svolgimento delle occupazioni
Fra gli altri vi presero parte Renato Curcio e Margherita Cagol (fondatori delle Brigate Rosse), Mauro Rostagno e Giorgio Pietrostefani (fondatori di Lotta Continua), Marco Boato e Adriano Sofri. A cui si frapposero professori come Francesco Alberoni, Giorgio Galli, Beniamino Andreatta. Il 24 gennaio 1966 e poi ad ottobre, viene occupata la Facoltà di Sociologia (data entrata nella storia italiana in quanto fu la prima volta che un'Università venne occupata dagli studenti).
L'alluvione del 1966 interruppe il movimento per l'aiuto che i ragazzi poterono offrire alle aree più colpite.
La facoltà fu nuovamente occupata nel 1967 e nel 1968.